# Iolanda Di Stasio
Iolanda Di Stasio (Napoli, 24 febbraio 1992) è una politica italiana, deputata alla Camera nella XVIII legislatura della Repubblica Italiana, eletta con il Movimento 5 Stelle per poi seguire la scissione di Luigi Di Maio in Insieme per il futuro nel 2022.

## Biografia
Nata a Napoli, cresce e si forma ad Afragola, comune della città metropolitana di Napoli, dove si diploma presso il liceo scientifico statale Brunelleschi, indirizzo scientifico–linguistico. Subito dopo il diploma, si iscrive alla facoltà di giurisprudenza dell’Università degli Studi di Napoli Federico II senza portare a termine gli studi.
È sposata con Pierfrancesco Dettori, uno dei maggiori collaboratori di Luigi Di Maio.

## Attività politica

### Attivista sul territorio
Giovanissima, si avvicina al Movimento 5 Stelle nel 2012, partecipando alle attività del Meetup di Afragola.
Nell'anno 2017 denuncia possibili collegamenti tra la criminalità organizzata e le gare di appalto per la costruzione della stazione della linea ad alta velocità di Afragola. Da attivista prima e da portavoce poi, si occupa di tematiche inerenti al territorio campano, quali la criminalità organizzata e la terra dei Fuochi.

### Deputata alla Camera
Nel 2018 si candida alle parlamentarie per il collegio Campania 1 - 01 e viene eletta Deputato della Repubblica italiana con le elezioni del 4 marzo 2018.
Dal 21 giugno 2018 è componente della Commissione Affari Esteri per la Camera dei Deputati e della Commissione Giustizia, in sostituzione del Sottosegretario di Stato per la Giustizia Vittorio Ferraresi.
A gennaio 2019 viene eletta presidente del Comitato Permanente per i Diritti Umani alla Camera.
A febbraio 2019 è stata nominata Presidente della UIP (Unione interparlamentare) “Italia – Repubblica Dominicana e Haiti”. Il 20 dicembre 2019 presenta come prima firmataria un disegno di legge finalizzato alla definizione concreta della zona economica esclusiva dell'Italia nel Mar Mediterraneo, iniziativa ritenuta funzionale a allineare l'Italia nella corsa alla definizione dei diritti nelle acque extra-territoriali già avviata da Paesi come Grecia e Algeria.
Il 21 giugno 2022 segue la scissione di Di Maio dal Movimento 5 Stelle, a seguito dei contrasti tra lui e il presidente del M5S Giuseppe Conte, per aderire a Insieme per il futuro (Ipf), diventandone due giorni dopo la capogruppo alla Camera.
Alle elezioni politiche anticipate del 25 settembre 2022 viene ricandidata alla Camera per la lista elettorale di Ipf Impegno Civico-Centro Democratico, come capolista nel collegio plurinominale Campania 01, ma che risulterà non eletta.